# 多面的機能支払交付金
多面的機能支払交付金 (ためんてききのうしはらいこうふきん) とは、水路、農道、ため池および法面等、農業を支える共用の設備を維持管理するための地域の共同作業に支払われる交付金である。「多面的機能」は、農地の洪水抑止機能に代表される農業の二次的な機能を指す。平成26年度 (2014年4月1日) より実施された。
多面的機能支払交付金は、それまでの「農地・水保全管理支払交付金」が組み換え、拡充されたものであり、「中山間地域等直接支払交付金」および「環境保全型農業直接支援対策」と並んで、日本型直接支払制度の一つである。

## 概要
農村地域の少子高齢化および過疎化等により、それらの地域の共同作業が困難となり、農業に関係する共用の設備の維持管理に支障が生じ始めている。また、そうした共同作業が困難となることにより、農家の負担が増加することも懸念されている。このため、従来から行われている農業者等のその種の共同作業に対して、国および地方自治体が資金を援助することとなった 。
農業者および地域住民等は、グループ (活動組織) をつくり、活動計画書を決定する。グループはそれをもとに市町村と協定を結び、共同作業を行う。それらの作業に対して、協定で定められた農用地の面積に応じて、国および地方自治体から交付金が支払われる 。
一方で、行政においては、国の支援および指導の下、都道府県が基本方針を決定し、市町村は住民側と協定を結ぶ等すると共に、活動の実施状況の確認等を行う。
多面的機能支払交付金には、農地維持支払と資源向上支払の2種類がある。

## 農地維持支払
農業維持支払は、農業を支える共用設備の基本的な維持管理に対する交付金である。対象となる活動は、水路の泥上げ、農道の砂利補充、ため池および農地法面の草刈り等である。農地維持支払では、農業者のみで活動組織を作ることも可能である。対象の農用地に支払われる単価は、10アール (約1反) あたり、田は3,000円 (北海道: 2,300円)、畑は2,000円 (北海道: 1,000円) 、草地は250円 (北海道: 130円) である (平成26年度)。

## 資源向上支払
資源向上支払は、共用設備の軽微な補修等の共同作業 (共同)、および共用設備の長寿命化に対する交付金である。

### 共同
共同は、水路の機能診断およびヒビ割れ補修等、共用設備の軽微な補修等を主に行う共同作業である。「共同」には、これら「施設の軽微な補修」の他にも、「農村環境保全運動」および「多面的機能の増進を図る活動」がある。「農村環境保全運動」では、植栽活動または生物調査等が行われる。また、「多面的機能の増進を図る活動」には、田んぼダムの建設等による防災・減災の強化があり、その他、水田魚道の設置等の幅広い作業を含む。対象の農用地に支払われる単価は、10アール (約1反) あたり、田は2,400円 (北海道: 1,920円)、畑は1,440円 (北海道: 480円)、草地は240円 (北海道: 120円) である (平成26年度)。

### 長寿命化
長寿命化は、共用設備の補修および更新等を行い、長寿命化 (耐用年数を延ばすこと) をする作業である。「共同」と異なり、軽微ではない補修・更新等が対象となる。対象となる作業は、老朽化した水路壁の上塗り、農道のアスファルト舗装等である。対象の農用地に支払われる単価は、10アール (約1反) あたり、田は4,400円 (北海道: 3,400円)、畑は2,000円 (北海道: 600円)、草地は400円 (北海道: 400円)である (平成26年度)。